# Шабастівка
Шабасті́вка — село в Україні, в Монастирищенській міській громаді Уманського району Черкаської області. Розташоване на обох берегах струмка Безіменний (притока Гірського Тікичу) за 17 км на північний захід від міста Монастирище. Населення становить 642 особи (станом на 1 жовтня 2023 р.).

## Історія
Назва у поселення явно татарського походження: слово «шабаш» на цій мові означає кінець чогось — бою, роботи, шляху. В сиву давнину неподалік від поселення Оратів пролягав Чорний шлях. Ось і шабашили тут татари, тобто зупинялися тут для розбою.
Уцілілі поселенці вийшли із лісів і осіли в нижній течії Безіменної - притоки Гірського Тікича, започаткувавши Шабаштівку, яка згодом стала Шабастівкою. Коли це сталося — прямої відповіді немає. З'явилось село на початку 1700 — років, в 1754 році засновано Богословську церкву 5 класу, якій тодішня польська влада виділила 61 десятину землі та хутір.
В 1900 році в Шабастівці було 242 двори, 1505 мешканців. Поміщик Олексій Красицький мав 870 десятин, селяни — 877.
Радянська окупація розпочалась в січні 1920 року. У 1923 році відбувся черговий адміністративний поділ. Шабастівська сільська рада у складі Шабастівки, Антоніни, Вільно була підпорядкована Цибулівському району Уманської округи. В цьому ж році у зв'язку з пуском Цибулівського цукрозаводу почало діяти сільське бурякове товариство.
В 1933 році село потряс Голодомор, обстановка стабілізувалась лише в 1935 році.
Село з 21 липня 1941 року до 10 березня 1944 року перебувало під німецькою окупацією. А відбудова села та колгоспу тривала багато років і давалась дуже важко. В роки ударних п'ятирічок успішно розвивалось рослинництво, тваринництво.
В умовах ринкових відносин, кризових явищ в економіці уже в незалежній Україні керівництво Шабастівки не розгубилось, продовжувалось будівництво, в селі з'явилось перше в районі фермерське господарство М. П. Власюка, згодом відбулось розпаювання землі.
В 1993 році колгосп імені Пархоменка став колективним сільгосппідприємством (КСП)  імені Пархоменка. В 1991 р. відділок Половинчик стало самостійним господарством, у КСГП залишилися Шабастівка і Вільно.
В 2001 році в Шабастівці зареєстровано 358 дворів, проживало 812 мешканців. В 2002 році сільським  головою обрано Т. П. Курій. У 2015 році головою сільської ради було обрано Потурнак Тетяну Олександрівну.
Територія становить 2597,5 га, комунальної — 88.7 га, приватної — 1774,3 га. Станом на 1 січня 2013 року в селі мешкає 785 осіб, у Шабастівці і Вільно громадян пенсійного віку 229 осіб, працездатного населення 435 осіб, дітей шкільного віку — 81, дошкільного віку — 40, кількість працюючих становить 124 особи. В населених пунктах 435 дворів, в тому числі у Шабастівці 357, у Вільно — 78.
Місцева рада в селі утворена в 1938 році, кількість виборців нині становить 636 осіб.
До сільської ради обрано 12 депутатів, працює три постійні комісії. До складу виконавчого комітету обрано 7 осіб, депутатом до районної ради від територіальної громади обрано В. М. Рикуна.
Землі у власників земельних паїв орендують: ТОВ «ЛатАгроІнвест», селянсько-фермерські господарства «Надія», «Юлія», «Агро — Ритм», «Бджілка», «Юрія-2006», працюють одноосібники. Всі сільгосппідприємства спеціалізуються на виробництві зерна, а СФГ «Юлія» — на виробництві зерна і м'яса свинини. Ставки займають площу 59,5 га і перебувають в оренді.
На території сільської ради працює 5 магазинів, відділення зв'язку, ФАП, загальноосвітня школа І-ІІІ ст., в якій навчається 42 учні, дитсадок відвідує 20 дітей, працює будинок культури, дві бібліотеки, є спортивний майданчик, футбольне поле. До основних історичних та архітектурних пам'яток належать: панський будинок — колишній маєток графа Красицького, пам'ятник воїнам-інтернаціоналістам, пам'ятник воїнам-визволителям, братські могили у Вільній та Шабастівці, пам'ятний знак жертвам Голодомору.
Серед найважливіших соціально-економічних проблем: газифікація сіл Шабастівки та Вільна за рахунок державного бюджету та коштів населення; ремонт СБК в Шабастівці — за рахунок державного бюджету, частково місцевого бюджету та соціальних угод, клубу у Вільно, ремонт дороги до цього села, ремонт ФАПу — за рахунок спонсорських допомог, перекриття даху дитсадка, введення в дію нічного освітлення сіл, продовження проведення водогону по вулицях — за рахунок місцевого бюджету, коштів населення.

## Відомі люди
- Цимбал Василь Іванович (18 березня 1952 — 15 березня 2021) — український художник, член НСХУ.

## Галерея

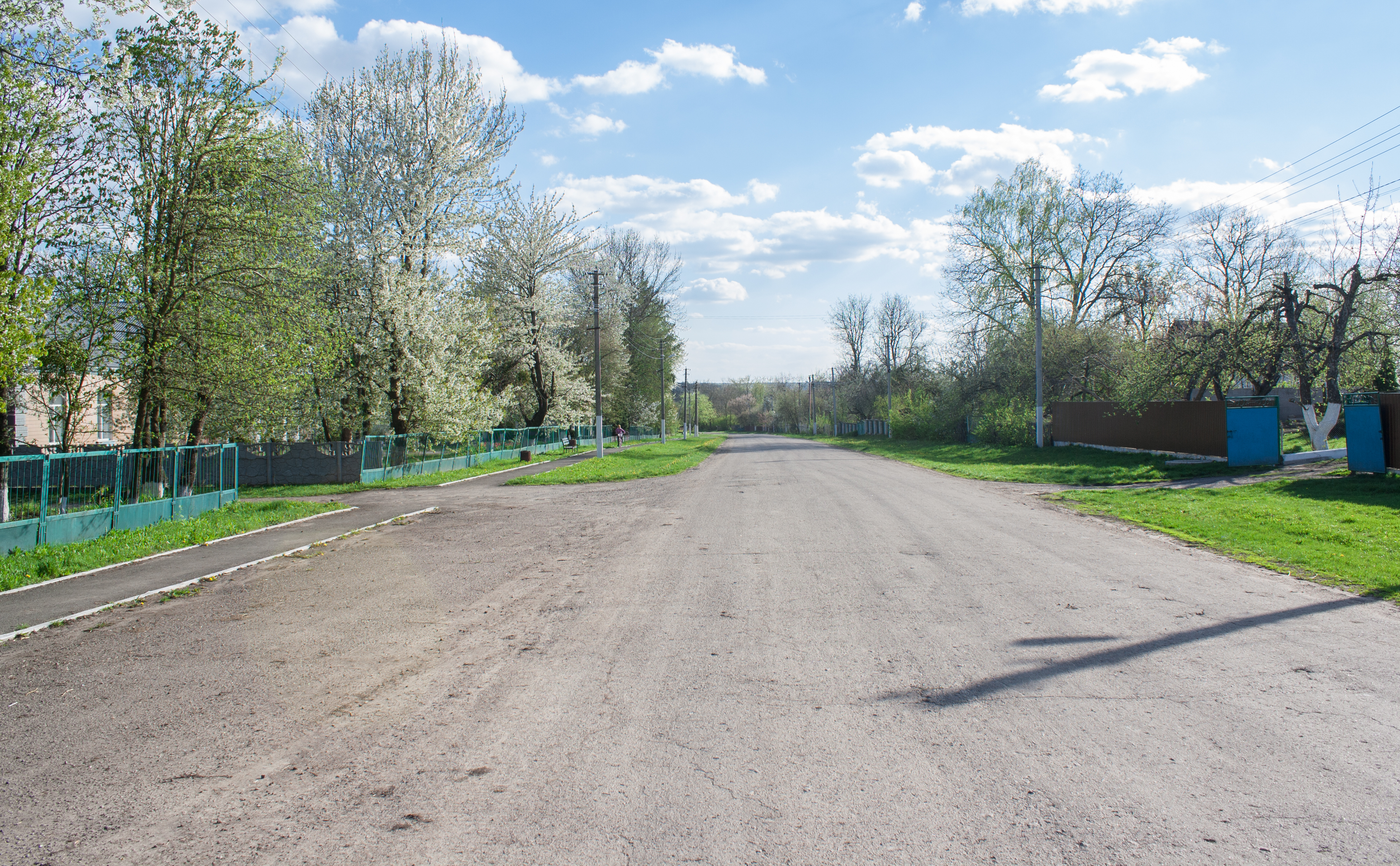
Вулиця Центральна
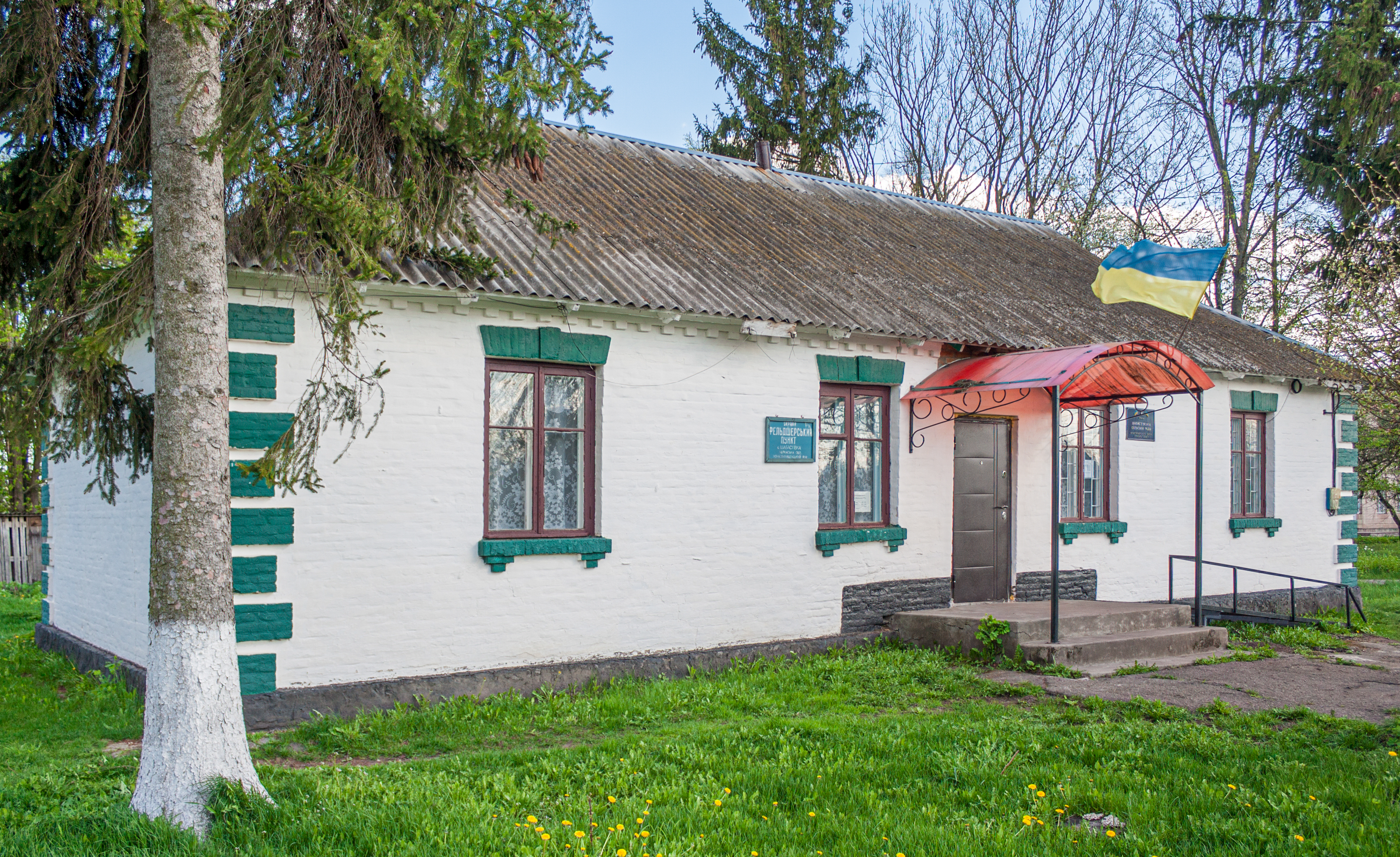
Сільська рада і фельдшерський пункт
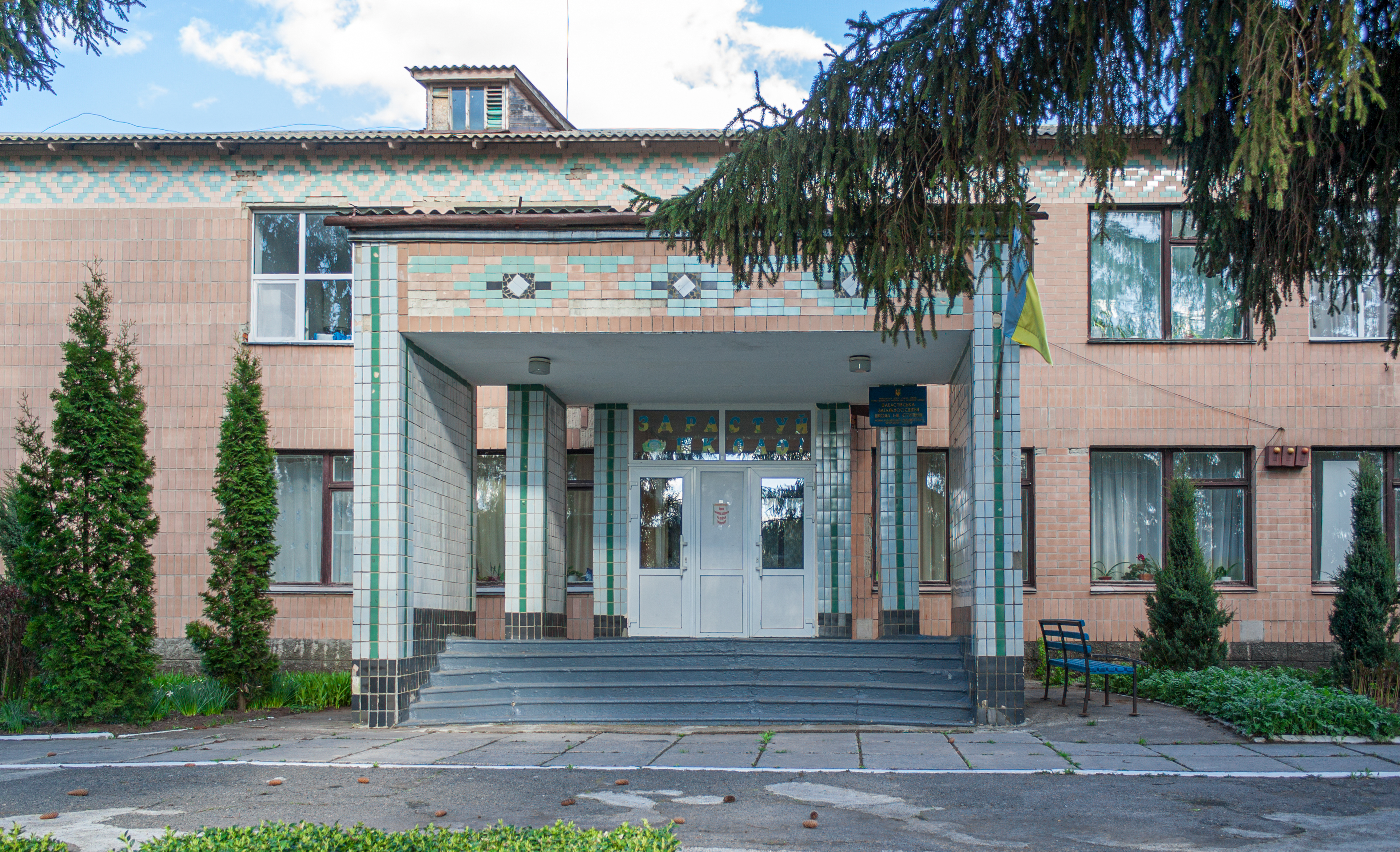
Школа
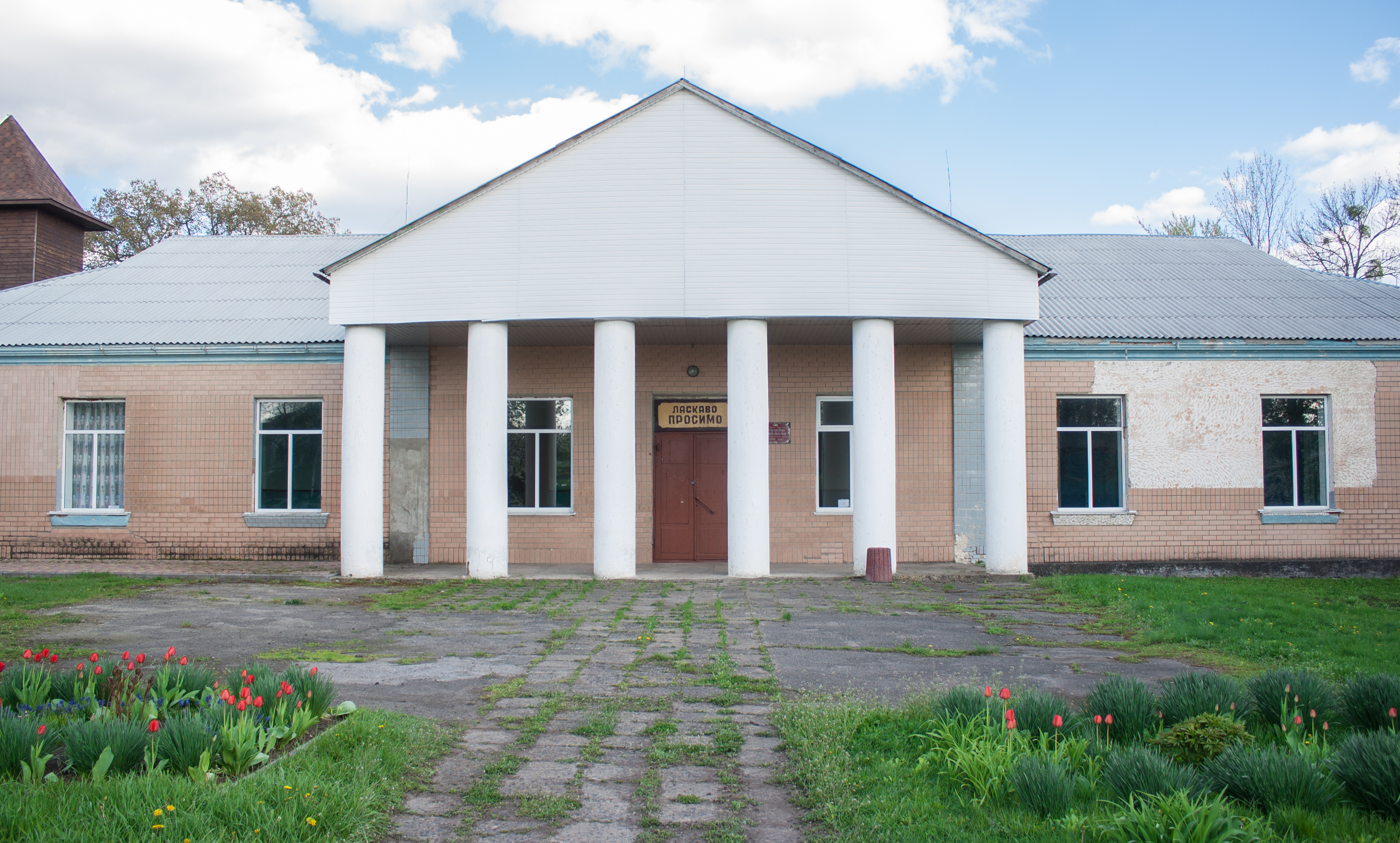
Будинок культури
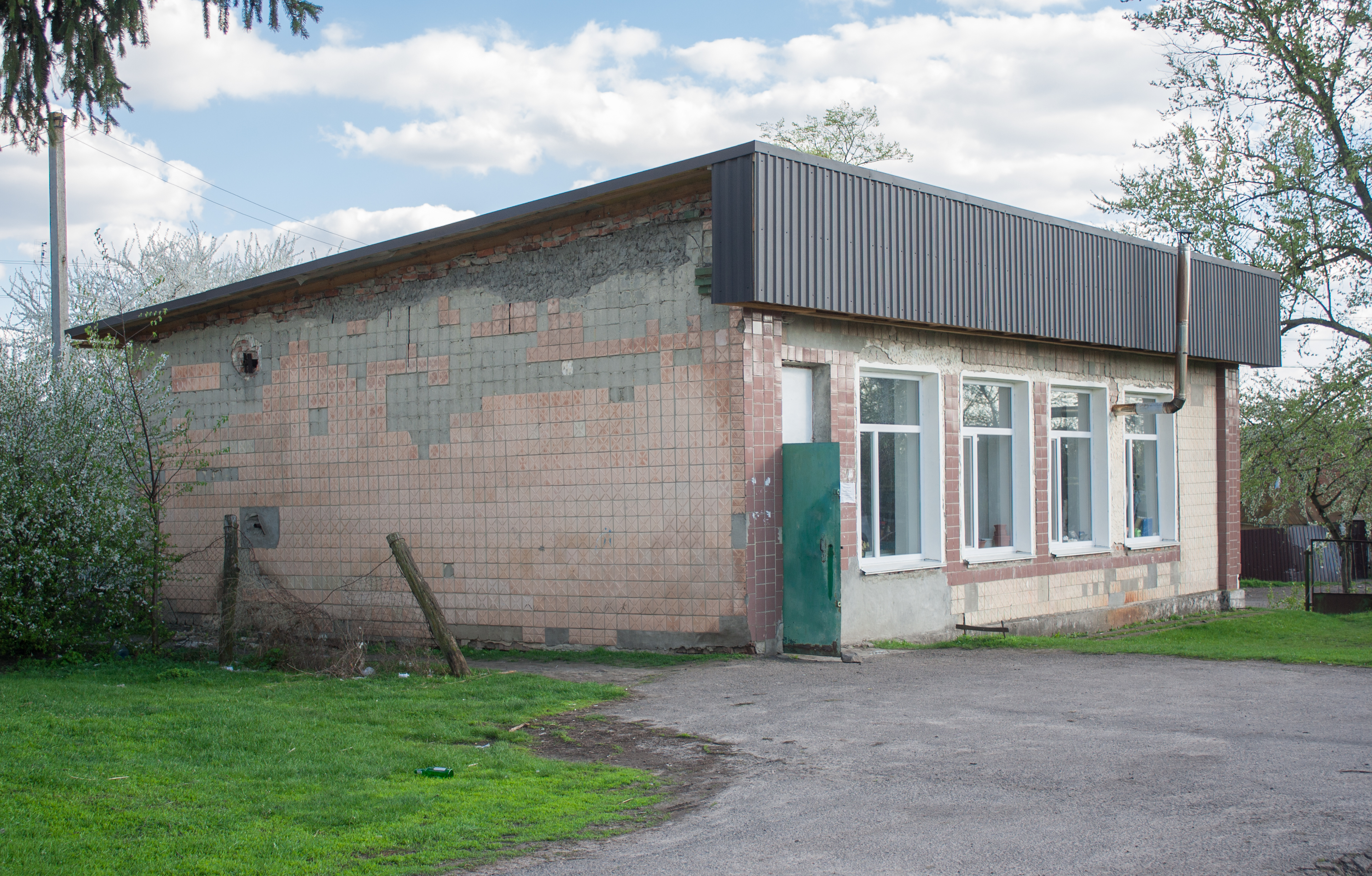
Магазин
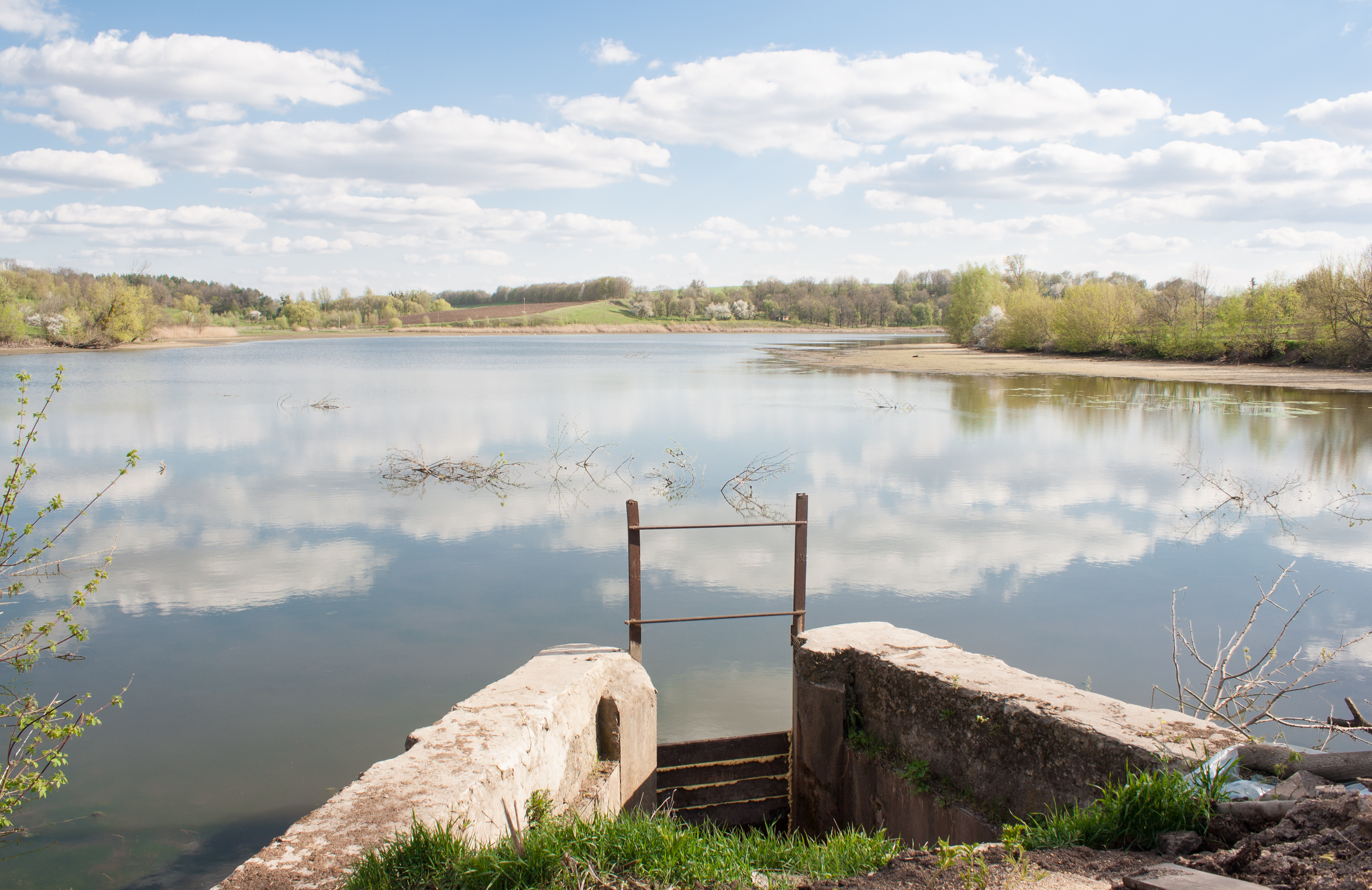
Ставок
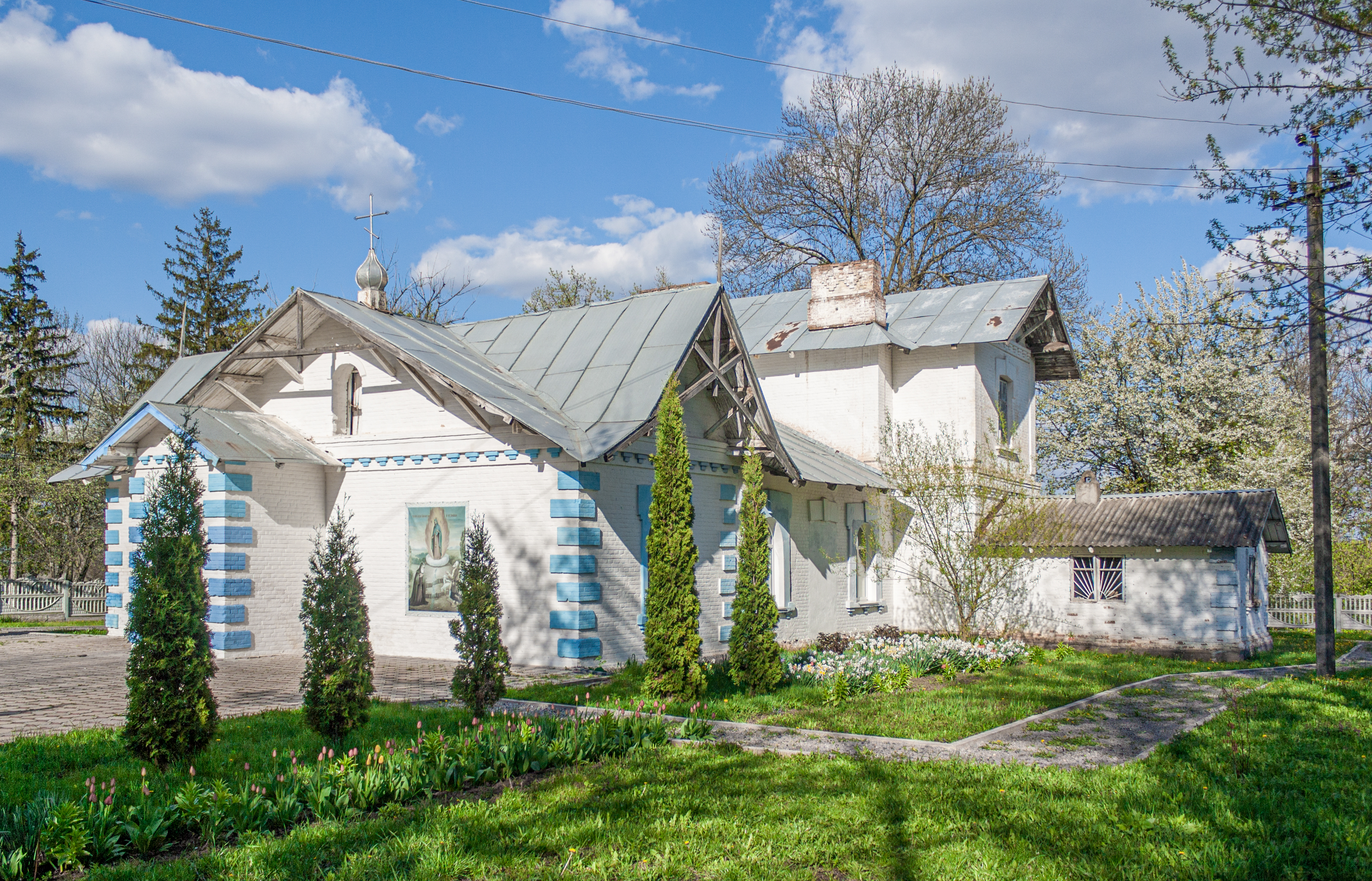
Церква (колишня садиба Красицьких 1907 р.)
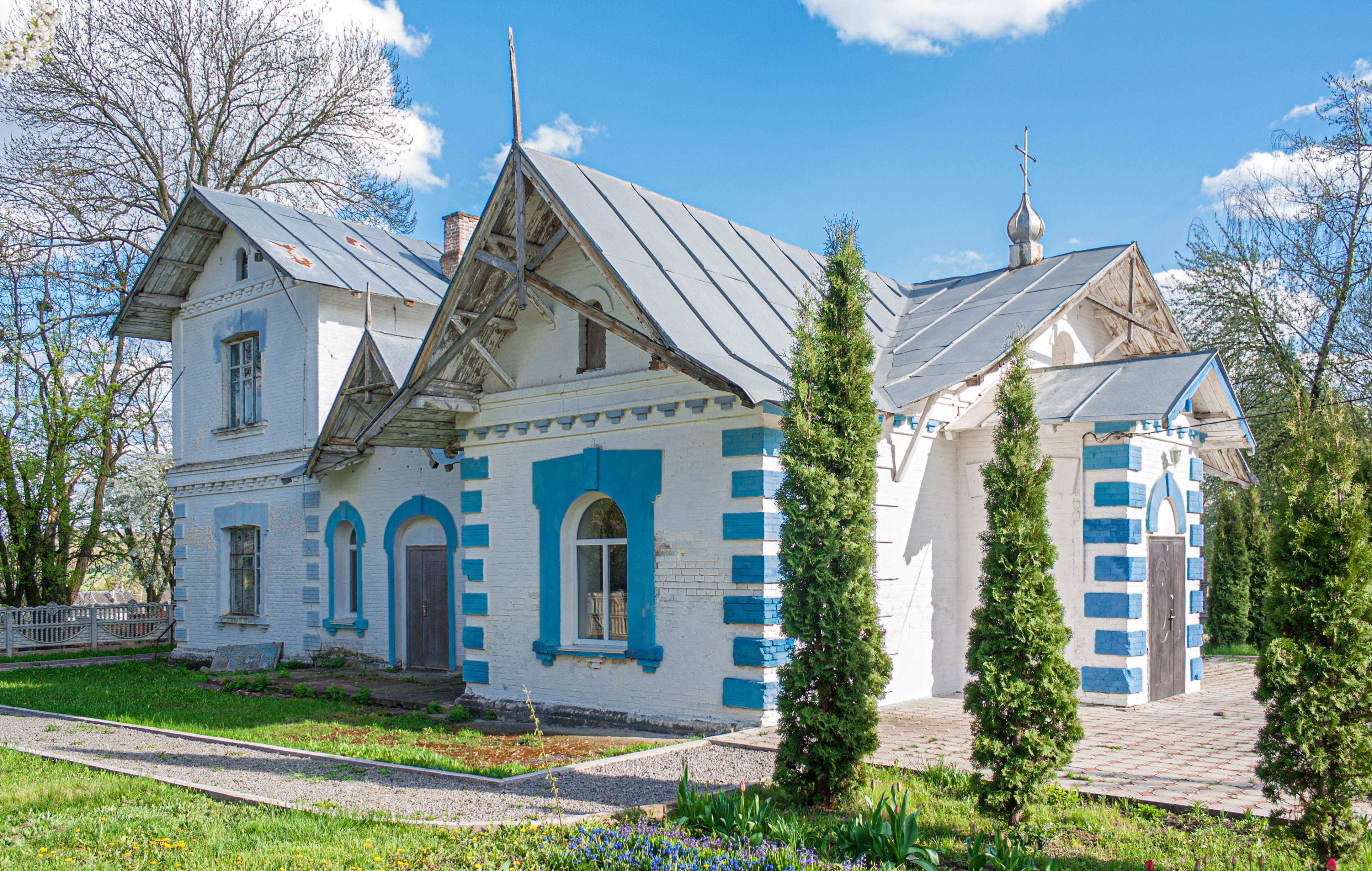
Церква (колишня садиба Красицьких 1907 р.)
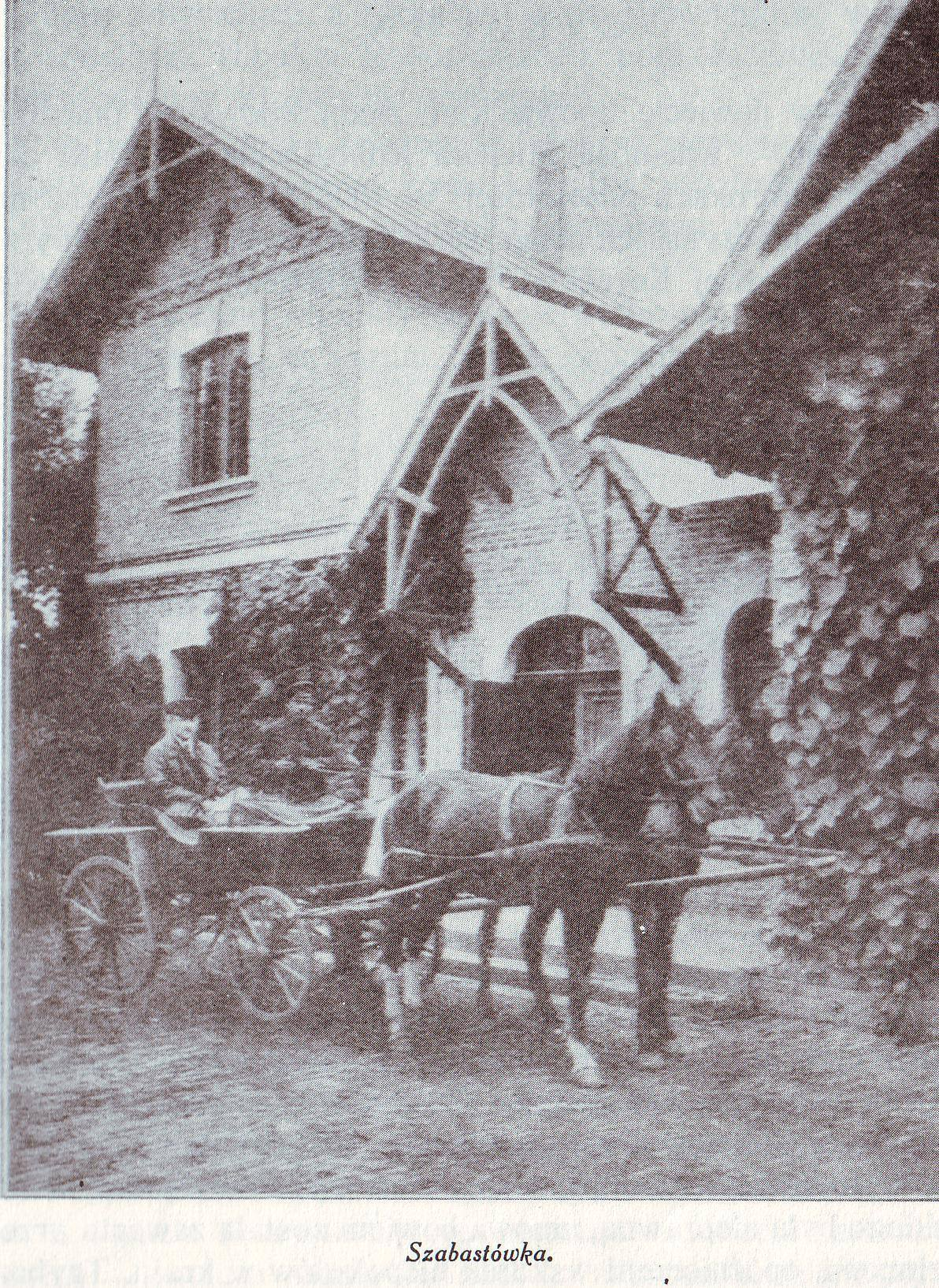
Садиба Красицьких (фото 1929 р.)
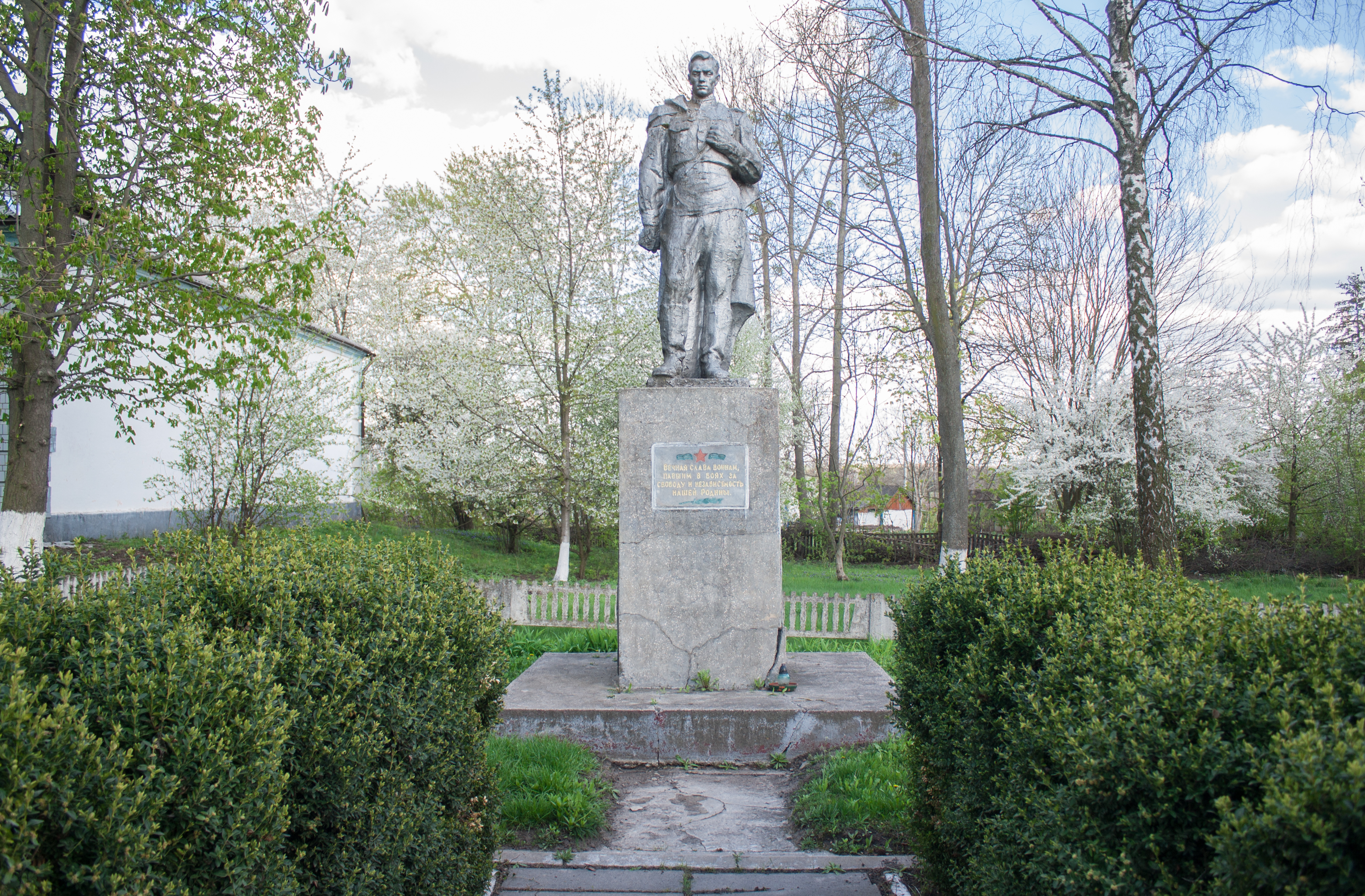
Пам'ятник воїнам-односельцям
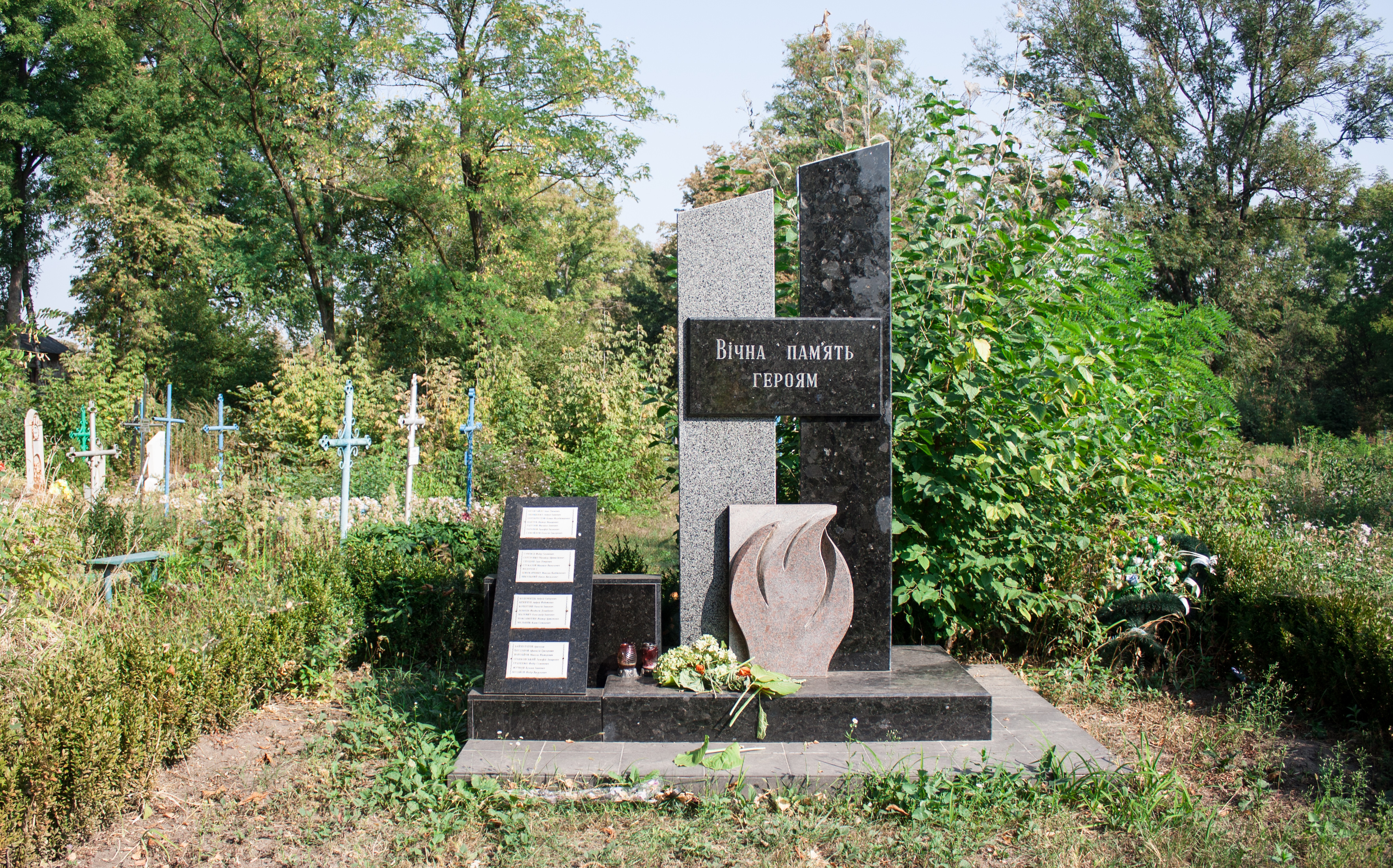
Братська могила радянських воїнів
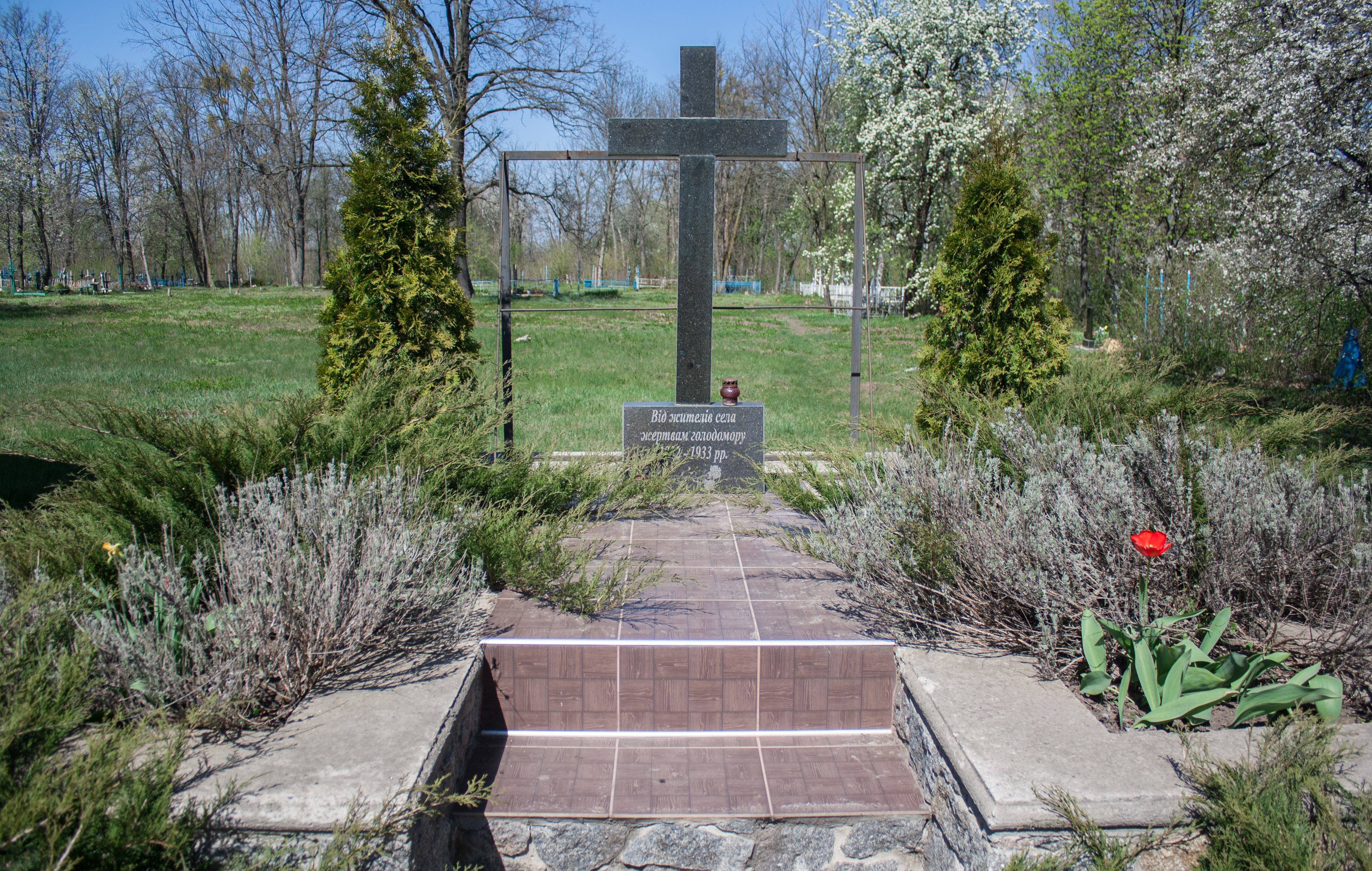
Пам'ятний знак жертвам Голодомору